# 대수 구조
추상대수학에서 대수 구조(代數構造, 영어: algebraic structure)는 일련의 연산들이 주어진 집합이다. 추상대수학은 다루는 대수 구조에 따라서 구분되며, 일반적인 대수 구조를 추상적으로 연구하는 분야를 보편 대수학이라고 한다. 자주 쓰이는 일부 대수 구조들은 특별한 이름을 붙이는데, 군, 환, 모노이드, 반군, 가군 등이 있다.

## 정의
대수 구조의 부호수(영어: signature) {\displaystyle (\tau ,\operatorname {arity} )}는 집합 {\displaystyle \tau } 및 공역이 음이 아닌 정수의 집합인 함수 {\displaystyle \operatorname {arity} \colon \tau \to \mathbb {N} }의 순서쌍이다. {\displaystyle \operatorname {arity} (\alpha )=n}인 원소 {\displaystyle \alpha \in \tau }를 형 {\displaystyle \tau }의 {\displaystyle n}항 연산이라고 한다.
형 {\displaystyle \tau }의 대수 구조 {\displaystyle (S,F)}는 다음과 같은 데이터로 이루어진다.
- {\displaystyle S}는 집합이다.
- {\displaystyle F\colon \tau \to \bigsqcup _{n\in \mathbb {N} }S^{S^{\times n}}}는 중복집합 {\displaystyle \tau }의 각 원소 {\displaystyle \alpha \in \tau }를 함수 {\displaystyle F_{\alpha }\colon S^{\times \operatorname {arity} (\alpha )}\to S}에 대응시키는 함수이다. 여기서 {\displaystyle S^{\times n}=\overbrace {S\times S\times \cdots \times S} ^{n}}은 {\displaystyle S}의 {\displaystyle n}번 곱집합이며, {\displaystyle S^{\times 0}}은 임의의 한원소 집합이다.

대수 구조는 이러한 연산들이 만족시켜야 하는 항등식에 대한 데이터를 담고 있지 않다. 이러한 데이터를 포함하는 대상을 대수 구조 다양체라고 한다.
구조는 대수 구조의 개념에 {\displaystyle n}항 관계의 개념을 추가시켜 일반화한 개념이다. 반대로, 대수 구조는 관계를 포함하지 않는 구조이다.

## 부분 대수
형 {\displaystyle \tau }의 대수 구조 {\displaystyle (S,F)}의 부분 대수(영어: subalgebra) {\displaystyle (T,G)}는 다음과 같은 성질을 만족시키는, 형 {\displaystyle \tau }의 대수 구조이다.
- {\displaystyle T\subset S}이다.
- {\displaystyle T}의 연산은 {\displaystyle S}의 연산과 일치한다. 즉, 모든 {\displaystyle n}항 연산 {\displaystyle \alpha \in \tau } 및 {\displaystyle {\vec {t}}\in T^{\times n}}에 대하여, {\displaystyle F_{\alpha }({\vec {t}})=G_{\alpha }({\vec {t}})}이다.

대수적 구조 {\displaystyle (S,F)}의 부분 대수들은 포함 관계에 따라 부분 순서 집합 {\displaystyle \operatorname {Sub} (S)}를 이룬다. 이 부분 순서 집합은 대수적 격자(영어: algebraic lattice)이며, 반대로 모든 대수적 격자는 대수 구조의 부분 대수 격자로 나타낼 수 있다.:33–34

## 몫 대수
형 {\displaystyle \tau }의 대수 구조 {\displaystyle (S,F)} 위에 합동 관계 {\displaystyle \sim }가 주어졌다고 하자. 그렇다면, {\displaystyle S}의 {\displaystyle \sim }에 대한 몫 대수(영어: quotient algebra) {\displaystyle (S/{\sim },F/{\sim })}는 다음과 같은 대수 구조이다.
- {\displaystyle S/{\sim }}은 {\displaystyle S}의 {\displaystyle \sim }에 대한 동치류들의 집합이다.
- 각 {\displaystyle \alpha \in \tau } 및 {\displaystyle {\vec {s}}\in S^{\times \operatorname {arity} (\alpha )}}에 대하여, 합동 관계는 연산과 호환되므로, {\displaystyle (F/{\sim })_{\alpha }([{\vec {t}}]_{\sim })=[F_{\alpha }({\vec {t}})]_{\sim }}로 정의할 수 있다. 여기서 {\displaystyle [\cdots ]_{\sim }}는 {\displaystyle \sim }에 대한 동치류이다.

주어진 대수 구조 {\displaystyle S}의 몫 대수들의 부분 순서 집합은 {\displaystyle S} 위의 합동 관계들의 부분 순서 집합 {\displaystyle \operatorname {Cong} (S)}와 동형이다. {\displaystyle \operatorname {Cong} (S)}는 대수적 격자를 이루며, 반대로 모든 대수적 격자는 어떤 대수 구조의 합동 관계 격자와 동형이다.:41–43
{\displaystyle \operatorname {Cong} (S)}가 2개 원소를 가진 격자인 경우, {\displaystyle S}를 단순 대수(영어: simple algebra)라고 한다. 합동 관계 {\displaystyle \sim }에 대하여 {\displaystyle S/{\sim }}이 단순 대수인 경우, {\displaystyle \sim }을 극대 합동 관계(영어: maximal congruence relation)라고 한다. 단순 대수는 단순군·단순환의 개념을, 극대 합동 관계는 극대 아이디얼의 개념을 일반화한 것이다.

## 예
집합은 아무런 연산이 정의되어 있지 않는 대수 구조이다.
모노이드 {\displaystyle (M,\cdot ,1)}은 다음과 같은 연산들이 정의된 집합이다.
- (곱셈) 이항 연산 {\displaystyle \cdot \colon M\times M\to M}
- (항등원) 영항 연산 {\displaystyle 1\in M}

군 {\displaystyle (G,\cdot ,{}^{-1},1)}은 다음과 같은 연산들이 정의된 집합이다.
- (곱셈) 이항 연산 {\displaystyle \cdot \colon G\times G\to G}
- (역원) 일항 연산 {\displaystyle ^{-1}\colon G\to G}
- (항등원) 영항 연산 {\displaystyle 1\in G}

유사환 {\displaystyle (R,\cdot ,+,-,0)}은 다음과 같은 연산들이 정의된 집합이다.
- (곱셈) 이항 연산 {\displaystyle \cdot \colon R\times R\to R}
- (덧셈) 이항 연산 {\displaystyle +\colon R\times R\to R}
- (덧셈 역원) 일항 연산 {\displaystyle -\colon R\to R}
- (덧셈 항등원) 영항 연산 {\displaystyle 0\in R}

환 {\displaystyle (R,\cdot ,+,-,0,1)}은 다음과 같은 연산들이 정의된 집합이다.
- (곱셈) 이항 연산 {\displaystyle \cdot \colon R\times R\to R}
- (덧셈) 이항 연산 {\displaystyle +\colon R\times R\to R}
- (덧셈 역원) 일항 연산 {\displaystyle -\colon R\to R}
- (덧셈 항등원) 영항 연산 {\displaystyle 0\in R}
- (곱셈 항등원) 영항 연산 {\displaystyle 1\in R}

환 {\displaystyle R}에 대한 가군 {\displaystyle (M,+,-,0,r\cdot _{r\in R})}은 다음과 같은 연산들이 정의된 집합이다.
- (덧셈) 이항 연산 {\displaystyle +\colon M\times M\to M}
- (덧셈 역원) 일항 연산 {\displaystyle -\colon M\to M}
- (덧셈 항등원) 영항 연산 {\displaystyle 0\in M}
- (스칼라 곱셈) {\displaystyle R}의 각 원소 {\displaystyle r\in R}에 대하여, 일항 연산 {\displaystyle r\cdot \colon M\to M}

만약 {\displaystyle R}가 무한 집합이라면, 이 경우 {\displaystyle R}-가군의 연산의 집합 역시 무한 집합이다.
체의 경우, 위 정의에 따르면 대수 구조로 보기 힘든데, 이는 곱셈에 대한 역원 {\displaystyle ^{-1}}이 모든 원소에 대하여 정의되지 않기 때문이다. 체의 경우, 곱셈 역원의 연산을 잊고 환으로 볼 수 있으나, 이 경우 체들의 모임은 대수 구조 다양체를 이루지 못한다. 실제로, 체의 경우 (자명하지 않은) 몫이나 합동 관계 따위가 존재하지 않으므로, 체의 이론은 군이나 환의 이론과 상당히 다르다.

## 같이 보기
- 추상대수학
- 범주론
- 대수 구조 다양체
- 준동형